# Teenage Mutant Ninja Turtles: Tournament Fighters
Teenage Mutant Ninja Turtles: Tournament Fighters, conosciuto come Teenage Mutant Hero Turtles: Tournament Fighters in Europa, è il titolo di un videogioco picchiaduro a incontri ispirato al franchise Teenage Mutant Ninja Turtles, prodotto e pubblicato dalla Konami per il Nintendo Entertainment System, Sega Mega Drive e Super Nintendo e pubblicato nei vari paesi fra il 1993 ed il 1994. A seconda della console, la Konami ha prodotto tre giochi sostanzialmente differenti, con un set di personaggi che varia da console a console.